# Kanton Eauze
Kanton Eauze (fr. Canton d'Eauze) je francouzský kanton v departementu Gers v regionu Midi-Pyrénées. Skládá se z deseti obcí.

## Obce kantonu
- Bascous
- Bretagne-d'Armagnac
- Courrensan
- Dému
- Eauze
- Lannepax
- Mourède
- Noulens
- Ramouzens
- Séailles